# Okno
Koordinaten: 38° 16′ 51,6″ N, 69° 13′ 30″ O
Okno (russisch Окно für „Fenster“) ist eine von den russischen Weltraumtruppen betriebene Anlage in der zentralasiatischen Republik Tadschikistan zur Verfolgung von Objekten in der Erdumlaufbahn. Die Anlage überwacht den Weltraum mittels optischer Teleskope.

## Überwachungsstation

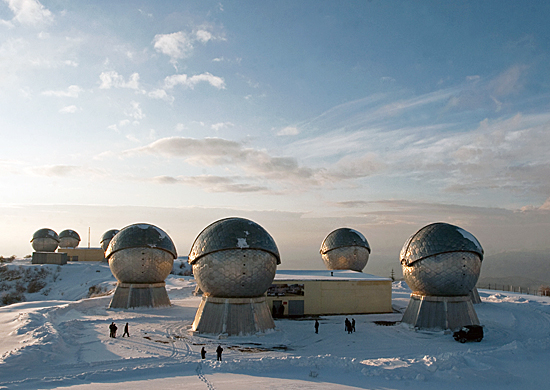
Der Okno-Komplex im Jahr 2011

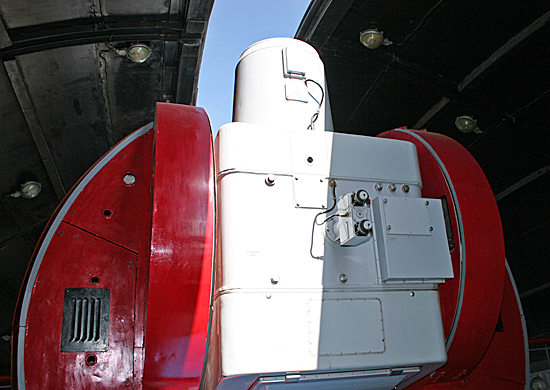
Eines der Spiegelteleskope in seinem Gehäuse

Der Okno-Komplex liegt 2200 Meter über dem Meeresspiegel, etwa sieben Kilometer südwestlich der Stadt Norak in den Sanglok-Bergen (Sarsarak-Bergkette) westlich der Straße nach Danghara. Das System wurde konzipiert, um bemannte und unbemannte Raumfahrzeuge in hochelliptischen und geostationären Umlaufbahnen zu beobachten.
Okno stellt das Auge der Weltraumtruppen Russlands dar. Zu dem Komplex gehören zehn mit Elektronik ausgerüstete dreh- und schwenkbare Spiegelteleskope, die in einem kugelförmigen Gehäuse untergebracht sind. Jedes dieser Anlagen besitzt ein Gesamtgewicht von 41 Tonnen. Demnächst (Stand 2005) sollen noch vier weitere gebaut werden. Der Komplex ist komplett automatisiert. Das betrifft die Ortung von Objekten in einer Höhe von 2.000 bis 40.000 Kilometern, die Erfassung und Auswertung der diese Objekte betreffenden Daten sowie Koordinaten und sonstige photometrische Informationen, die Berechnung der Bahnparameter und die Übertragung der Ergebnisse an die zuständigen Kommandozentralen. An dem von einem Raumfahrzeug reflektierten Sonnenlicht werden sämtliche Informationen über ihn abgelesen, bis hin zu den Details der Konstruktion, und es wird auch seine Zweckbestimmung ermittelt.
Der Komplex eignet sich auch für die Beobachtung von in niedrigen Umlaufbahnen mit einer Höhe von 120 bis 2000 Kilometern eingesetzten Satelliten.
Die Möglichkeiten des Komplexes resultieren in vieler Hinsicht aus seinem einmaligen Standort. Fast das ganze Jahr hindurch ist das Wetter in dieser Gebirgsgegend klar, was für Beobachtungen ideal ist. Der Zahl der für die Arbeit geeigneten Nachtstunden – etwa 1500 Stunden im Jahr – sowie der Transparenz und Stabilität der Atmosphäre nach ist der Standort, mit der in dieser Hinsicht besten Region der Welt vergleichbar wie etwa dem Cerro Tololo Inter-American Observatory in Chile.
Die Amerikaner haben vier ähnliche Beobachtungsstationen, die sich etwa in gleichem Abstand entlang des Äquators befinden (in den USA, auf der Insel Diego Garcia, in Südkorea und auf Hawaii). Die Zahl der jährlichen Sonnentage ist an diesen Orten deutlich geringer.
Die geographische Lage des russischen Komplexes ermöglicht, dass ein von einem beliebigen US-amerikanischen Startpunkt in eine Höhe von über 200 Kilometer gestartetes Raumfahrzeug bereits bei den ersten Erdumrundungen in den Erfassungsbereich von Okno gelangt.

## Zivile Verwendung
Der Komplex in Nurek kann auch Aufgaben lösen, die kosmische Aktivitäten ziviler Behörden betreffen. In dem Komplex werden einheimische Forschungssatelliten und Raumapparate mit sozialer und wirtschaftlicher Bestimmung erprobt und betrieben, die auf hohe Umlaufbahnen gebracht werden. Eine besonders große Bedeutung spielt der Komplex bei außerordentlichen Situationen wie zum Beispiel dem Verlust eines Satelliten oder Pannen in Bordsystemen, wo der technische Zustand der Steuersysteme des Satelliten kaum eingeschätzt werden kann.
Der Komplex kann auch für das ökologische Monitoring des Weltraumes genutzt werden. Es geht zum Beispiel um die Lösung des Problems des so genannten Weltraummülls. Beobachtet werden kleine Objekte, die eine Gefahr für Satelliten darstellen könnten. Das ist für die bemannte Raumfahrt äußerst wichtig.
Akut ist gegenwärtig das Problem der Kontrolle über die Einhaltung der rechtlichen Normen bei der Beförderung von Kommunikationssatelliten in geostationäre Umlaufbahnen. Im Zusammenwirken mit funktechnischen Beobachtungsmitteln ist der Komplex Okno hierbei ein wichtiges Instrument für die Durchsetzung staatlicher und wirtschaftlicher Interessen Russlands.

## Geschichte
Der Bau des Komplexes in Nurek begann 1979. Nach der Zuspitzung der Situation in Tadschikistan im Jahr 1992 (siehe Tadschikischer Bürgerkrieg) musste die Finanzierung vorübergehend eingestellt werden. Erst 1997 floss wieder Geld in das Projekt. Seit Sommer 2002 gehört der Komplex versuchsweise zum militärischen diensthabenden System Russlands. Ein Abkommen für die Nutzung durch Russland bis 2042 wurde am 5. Oktober 2012 in Duschanbe vereinbart. Präsident Wladimir Putin unterzeichnete das Gesetz im Mai 2013, die Ratifizierung durch das Parlament von Tadschikistan steht noch aus.

## Belege
- Russia's military window on space. Youtube, abgerufen am 24. Oktober 2009 (englisch).
- Sourcebook on the Okno (в/ч 52168), Krona (в/ч 20096) and Krona-N (в/ч 20776) Space Surveillance Sites. (PDF; 6,4 MB) Federation of American Scientists, 9. November 2008, abgerufen am 22. Dezember 2008 (englisch, russisch).
- Waleri Guk: Окно в космос. Krasnaja Swesda, 18. Oktober 2008, nicht mehr online.